# Nora Coste
Pour les articles homonymes, voir Coste.
Simone Renée Pierrette Coste, dite Nora Coste est une journaliste et actrice française née le 28 juin 1927 à Saint-Christophe-de-Chalais et morte le 19 juin 2015 dans le 5e arrondissement de Paris.

## Filmographie

### Cinéma
- 1947 : L'Aigle à deux têtes de Jean Cocteau - une jeune fille
- 1948 : La Maternelle de Henri Diamant-Berger
- 1949 : Fantômas contre Fantômas de Robert Vernay - Christiane
- 1951 : Agence matrimoniale de Jean-Paul Le Chanois -  La jeune fille sourde
- 1952 : Rayés des vivants de Maurice Cloche
- 1952 : Mon curé chez les riches d'Henri Diamant-Berger - Marianne

### Télévision
- 1956 : En votre âme et conscience, épisode L'Affaire de Bitremont de Jean Prat et Claude Barma
- 1958 : En votre âme et conscience, épisode : L'Affaire Peltzer de  Claude Barma
- 1958 : En votre âme et conscience :  Les Traditions du moment ou l'Affaire Fualdès de Claude Barma
- 1962 : Escale obligatoire, téléfilm de Jean Prat - L'hôtesse

## Théâtre
- 1951 : La P'tite Lili, comédie musicale de Marcel Achard au théâtre de l'ABC
- 1957 : L’Amour des quatre colonels de Peter Ustinov, mise en scène Jean-Pierre Grenier,  Théâtre de l'Ambigu-Comique